# 吉冈美帆
吉冈美帆（日语：／ Yoshioka Miho，1990年8月27日—）生于广岛县，是一名日本女子帆船运动员，主项是双人小艇470型，毕业于立命馆大学经济学部。吉冈于大学1年级时开始接触470级帆船，2013年开始与吉田爱搭档。2016年，她首次参加奥运，与吉田搭档在女子470级项目上获得第5名。2016年奥运后，吉田因怀孕而隐退一阵子，此期间吉冈便与外国选手搭档以提升自己水平。2018年8月，两人在世界帆船锦标赛上获得女子470项目的冠军。